# Steinbruch Asbeck

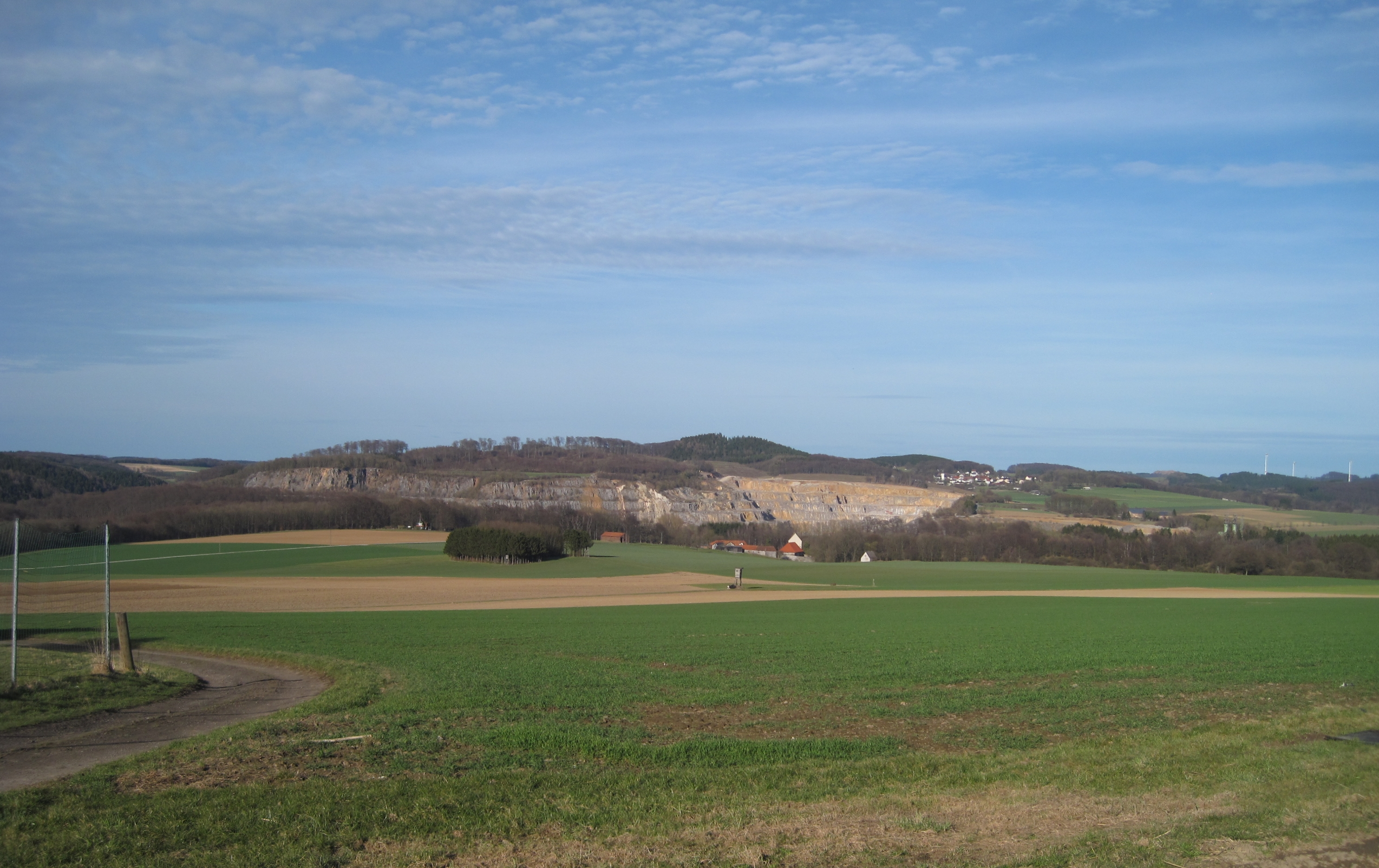
Blick auf den Steinbruch von Westen, 2013

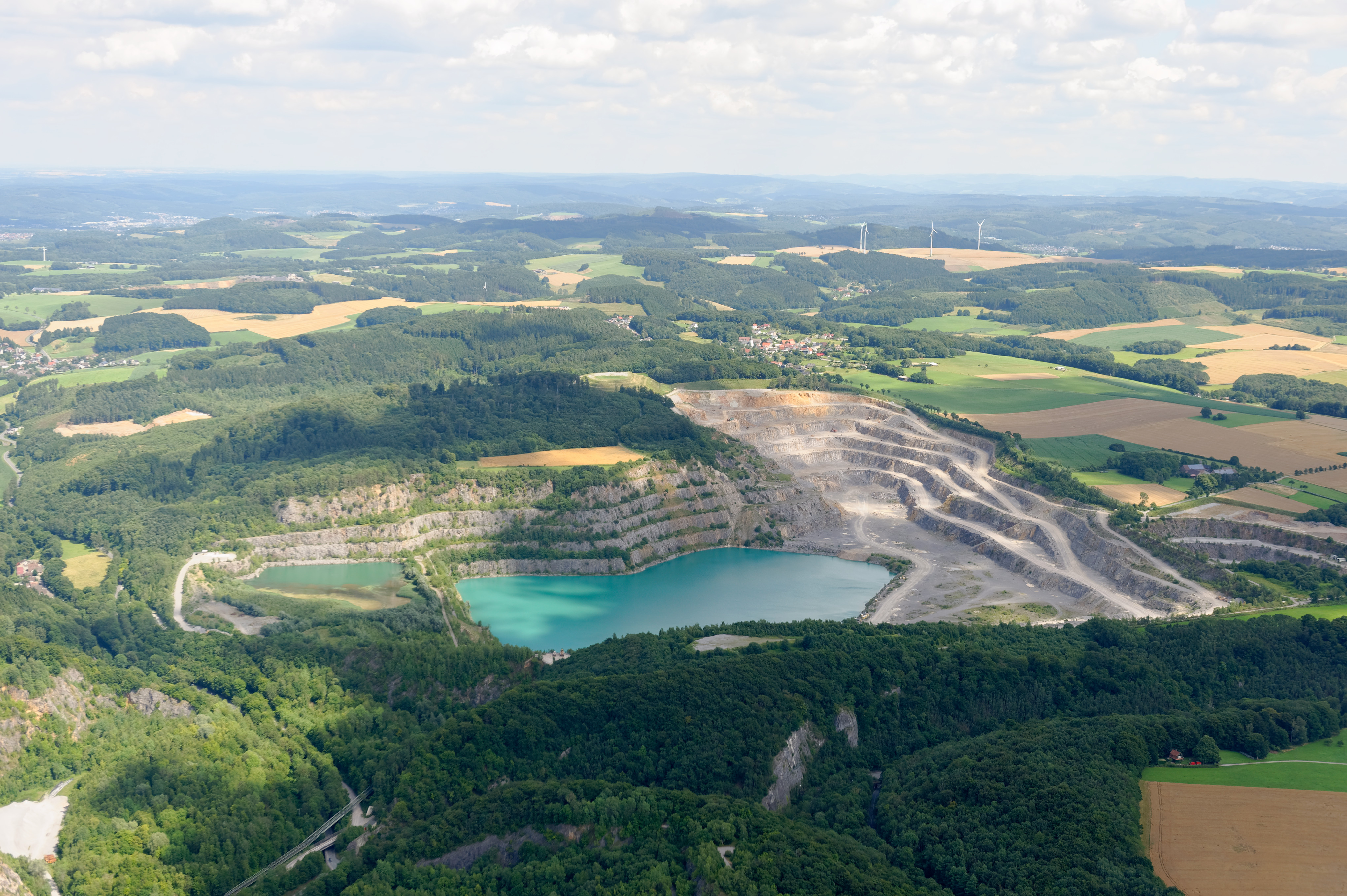
Luftbild von Westen, 2015

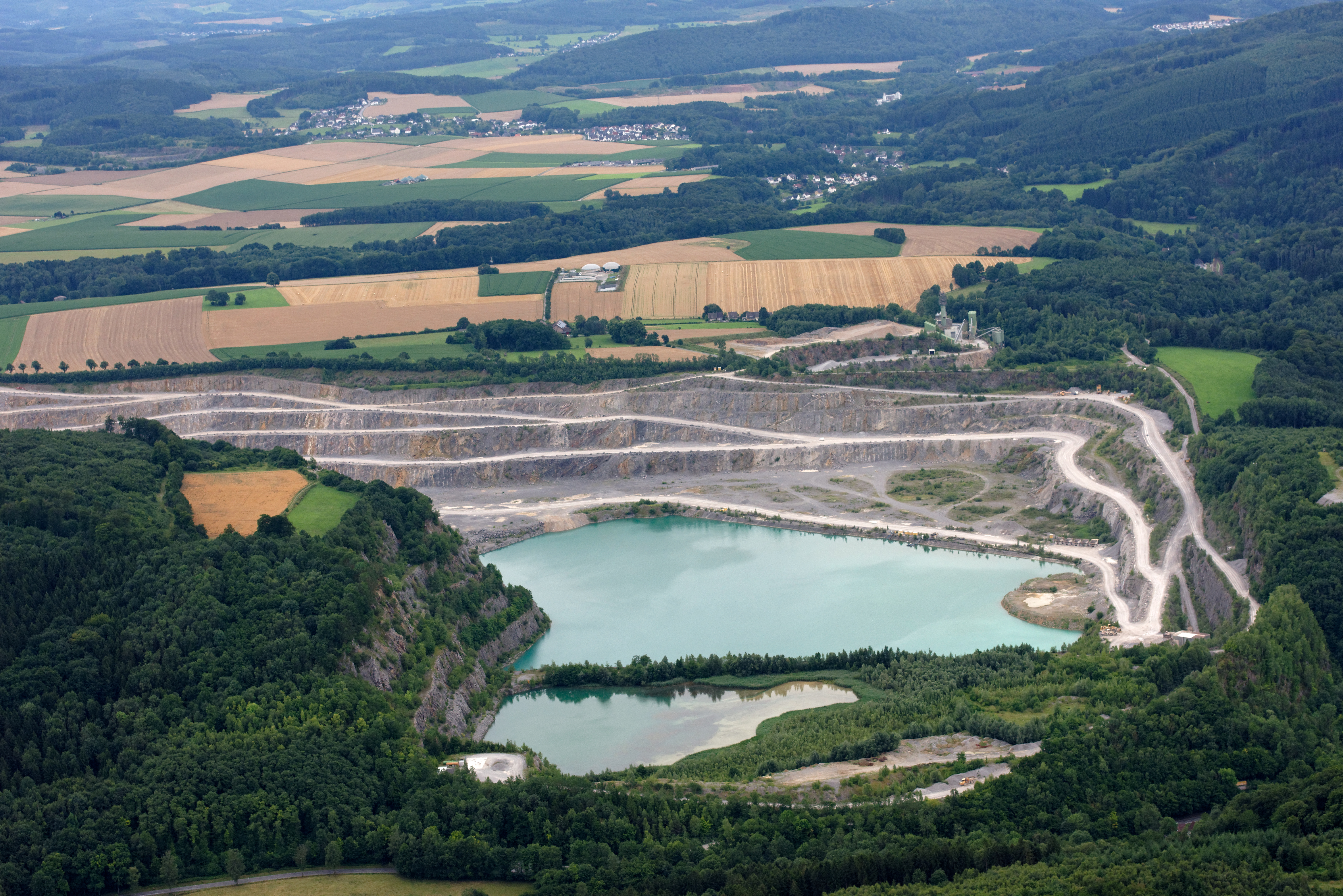
Luftbild von Norden, 2015

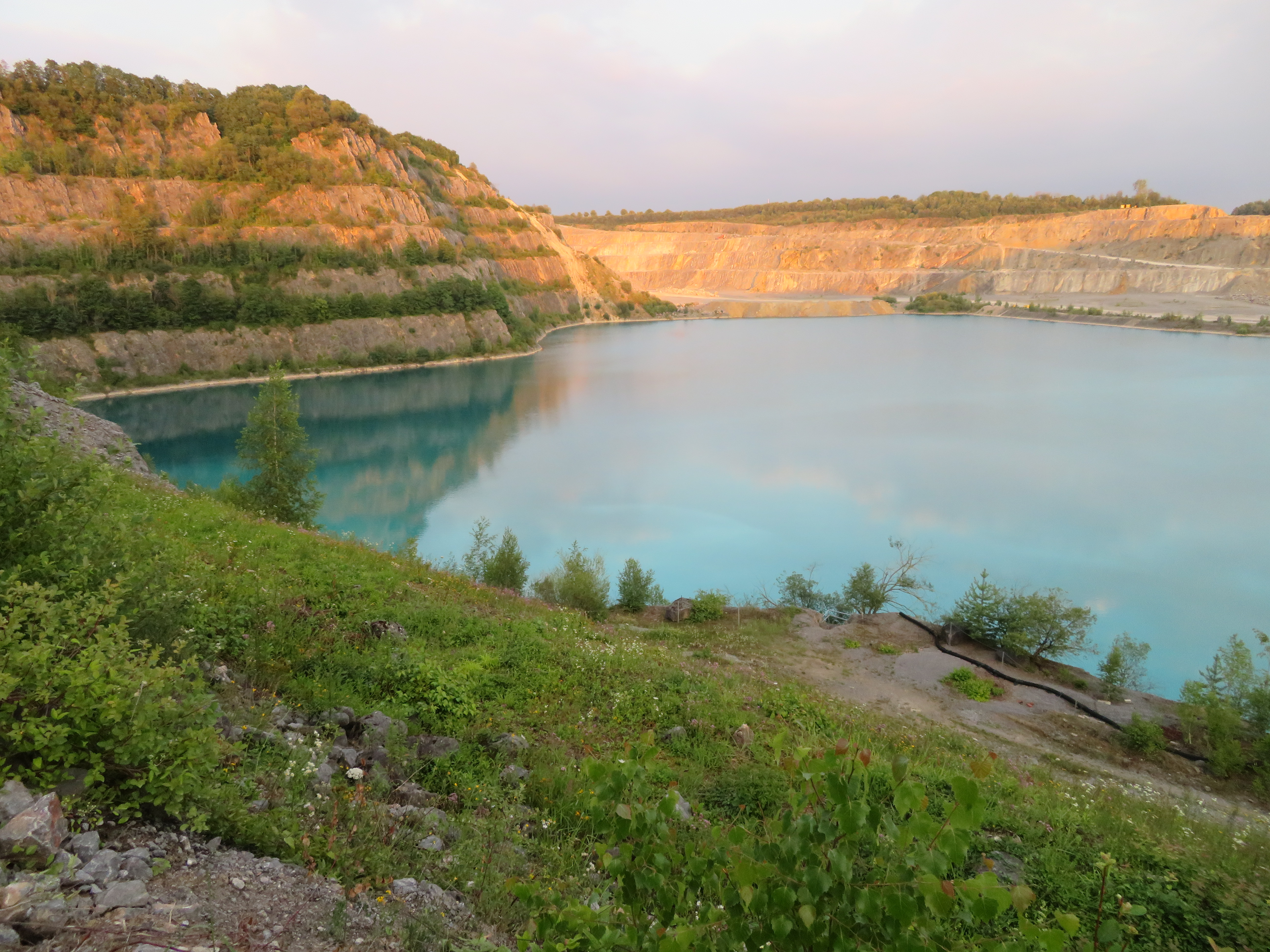
Südostecke vom Steinbruch Asbeck, 2021

Der Steinbruch Asbeck ist ein aktiver Kalk-Steinbruch im Hönnetal, südöstlich von Oberrödinghausen und westlich von Eisborn, Märkischer Kreis. Der Steinbruch wird auch als Steinbruch Hönnetal bezeichnet. Im Steinbruch wird Massenkalk des Obersten Mitteldevon und des tiefsten Oberdevon in gebankten Fazies abgebaut. Im Bruch wurden verschiedene Mineralien gefunden. In weiten Teilen des Steinbruches herrscht eine Rotfärbung der Gesteinsschichten durch Hämatit vor. Diese Rotfärbung hat wesentlich zur Färbung vieler Mineralien im Steinbruch beigetragen. Von einer Aussichtsplattform nördlich Eisborn können Besucher in den Steinbruch blicken.

## Nutzung zur Rohstoffgewinnung
Der Steinbruch und die umliegenden Hochflächen des Kalkzuges gehören dem Unternehmen Rheinkalk, einem Tochterunternehmen der belgischen Lhoist-Gruppe, dem weltgrößten Hersteller von Kalk- und Dolomit-Erzeugnissen. Das Bruchmaterial wird in einem Brecher im Bruch grob zerkleinert und mit einem Förderband zur Verarbeitungsanlage in Oberrödinghausen transportiert. In der Verarbeitungsanlage in Oberrödinghausen wird aus dem Kalkstein Kalk gewonnen, welcher für die verschiedensten Verwendung genutzt wird.
Im Steinbruch befinden sich zwei Seen.

## Erweiterung des Steinbruchs
Im Jahr 2023 sollte nach Plänen der Lhoist-Gruppe eine Erweiterung des Steinbruchs um 86 ha Fläche Richtung Osten stattfinden. Die Bürgerinitiative Bürger gegen die Steinbruch-Erweiterung in Eisborn/Asbeck (BGS) kämpft gegen diese Erweiterung. Vom Museum für Naturkunde (Berlin) wurde 2019 ein Antrag auf Ausweisung eines Naturdenkmals Das Beil gestellt, da die Erweiterungsfläche nach Osten eine der bedeutenden Fundstellen für die Paläontologie in Europa ist.
Der Regionalrat (Nordrhein-Westfalen) der Bezirksregierung Arnsberg legte im Dezember 2020 den Entwurf eines Regionalplans vor, der die Erweiterung Richtung Osten in das Gebiet Beil mit seinen sieben gesetzlich geschützten Biotopen und dem Schlammteich K6 ausschließt. Stattdessen umfasst der Entwurf des Regionalplans nun eine Erweiterung um rund 40 ha in südlicher Richtung (Beckumer Feld). Die Kreisstraße 29 nach Eisborn soll zu diesem Zweck beseitigt werden. Zusätzlich soll der ehemalige Steinbruch Busche bei Balve-Beckum in nordwestlicher Richtung erweitert werden. Es ist zu erwarten, dass infolge dieser Ausweitung langfristig der größte Steinbruch Europas im Hönnetal entstehen wird, in unmittelbarer Nachbarschaft zu bedeutenden Kultur- und Naturlandschaften. Gegen dieses Vorhaben setzt sich der Naturhistorische Verein Hönnetal e.V. zur Wehr, welcher das Ende des Raubbaus im Hönnetal fordert.
Die BGS nahm im Juli 2021 Stellung zum Entwurf des Regionalplans. Die BGS begrüßt den geplanten Schutz der östlich Erweiterungsfläche und lehnt die Erweiterung Richtung Süden ab. BGS weist darauf hin, dass die Produktion von gebrannten Kalkstein von bisher 700.000 Tonnen pro Jahr zukünftig auf 1.000.000 Tonnen pro Jahr gesteigert werden soll. Die bedeutet eine Steigerung des CO2-Ausstoßes auf eine Gesamtmenge von 1.200.000 Tonnen CO2 pro Jahr. Dazu kommt noch die CO2-Belastung der normalen Produktion und des Transports. Der derzeitige Wasserbrauch vom Steinbruch und den Verarbeitungsanlagen liegt bei 3.365.00 m3 und soll künftig 11.000.000 m3 betragen. Der gesamte Märkische Kreis verbraucht 22.226.000 m3 Trinkwasser. Im August 2021 legte Lhoist einen neuen Erweiterungsplan vor, nachdem die Erweiterungsfläche nach Osten nicht 80 ha, sondern etwa 20 ha betragen soll. Dafür soll statt wie bisher nicht 120 Meter tief abgebaut werden, sondern 180 Meter.